# Hoplostethus rifti
Hoplostethus rifti är en fiskart som beskrevs av Kotlyar, 1986. Hoplostethus rifti ingår i släktet Hoplostethus och familjen Trachichthyidae. Inga underarter finns listade i Catalogue of Life.